# 永嶋裕一
永嶋 裕一（ながしま ゆういち、1986年5月9日 - ）は、福岡県出身の競艇選手。登録番号4394。身長165cm。血液型A型。98期。福岡支部所属。同期に松田祐季、鶴本崇文、平山智加らがいる。

## 来歴
- やまと競艇学校時代、リーグ戦勝率5.69（準優出4　優出1）の成績を残した。
- 2006年5月17日、若松競艇場でデビュー（5着）。
- 2007年8月5日、若松競艇場での「艇友ニュース杯アダムスキーカップ」5日目1Rで初勝利（117走目）。
- 2010年4月18日、福岡競艇場での「公営レーシングプレス杯」で初優出（5着）。前日の準優勝戦では6コースから2着に入り、5コースの長谷川親王（登録番号3660）が1着、本命の寺田祥（登録番号3942）が着外になったこともあり、3連単152,090円の高配当となった。